# Hajdú Kálmán
Hajdú Kálmán, olykor Hajdu (Egerfarmos, 1913. január 11. – Debrecen, 1978. február 21.) gazdálkodó, országgyűlési képviselő.

## Élete

### Ifjúkora és közszereplővé válása
A gazdálkodó Hajdú János és Ádám Anna gyermeke. Hatan voltak testvérek. Édesanyja kilencéves korában elhunyt, később mostohaanyja nevelte. Római katolikus vallásban nevelkedett.
Szülőfalujában, Egerfarmoson elvégezte a hat elemi és négy polgári osztályt, majd a téli gazdasági iskolát. A családi birtokon kezdett dolgozni. Amikor 1935-ben megházasodott, önállósította magát és 30 kat. hold földen gazdálkodott.
1938 és 1941 között a KALOT és a Magyar Dolgozók Országos Hivatásszervezete Borsod vármegyei szervezője. 1940-ben a KALOT érdi népfőiskoláján tanult. Csatlakozott a Vörös Vince vezette arany- és ezüstkalászos gazdák mozgalmához, és 1942-ben tagja lett, majd vármegyei vezető tisztséget vállalt a Magyar Parasztszövetségben. Később, 1946-ban a Heves megyei szervezet élére került, ekkor a Mátravidék című politikai hetilap szerkesztőbizottságának is a tagja lett.

### Politikai pályája
1936-ban belépett Független Kisgazdapártba. Részt vett az 1939-es országgyűlési választási kampánymunkában.
A háború után az 1945. november 4-i nemzetgyűlési választásokon a Hajdú és Bihar megyei választókerületben bejutott az Országgyűlésbe. A kisgazdapárt katolikus csoportjához tartozott. 1947 nyarán, amikor a Kisgazdapárt a sikeres szalámitaktikának köszönhetően egyre inkább balra tolódott, és az Magyar Kommunista Párt szövetségesévé vált, kilépett a pártból, és a Demokrata Néppárthoz csatlakozott. Az 1947. augusztus 31-i országgyűlési választásokon a Heves és Nógrád-Hont megyei választókerületben újra képviselő lett. Barankovics István emigrálása és a DNP frakció megszűnése után párton kívüli képviselőként folytatta munkáját a parlamentben.

### A diktatúra idején
Mandátumának lejárta után visszavonult a politikától, és ismét gazdálkodni kezdett. A mezőgazdaság erőszakos kollektivizálása során nem lépett be a termelőszövetkezetbe. Földjét tagosították, és a megmaradt 7 kat. holdon gazdálkodott haláláig. Politikai múltja miatt Nagyfára internálták.
Az 1956-os forradalom idején tagja lett a helyi forradalmi bizottságnak, és hozzákezdett a Demokrata Néppárt újjászervezéséhez. A forradalom leverése és a megtorlások idején Debrecenbe vitték, ahol megverték, majd Tökölre és Kistarcsára internálták. Kiszabadulását egyéves rendőri felügyelet követte.
A Kádár-rendszer enyhülése idején elutasította a Hazafias Népfronttal való együttműködést.
A rendszerváltást nem élhette meg, 1978-ban elhunyt.